# Purujosa
Purujosa – gmina w Hiszpanii, w prowincji Saragossa, w Aragonii, o powierzchni 35,43 km². W 2011 roku gmina liczyła 40 mieszkańców.